# Sebastiano Paoli
Sebastiano Paoli, né le 4 novembre 1684 à Villa Basilica dans République de Lucques et décédé le 20 juin 1751 à Naples, est un écrivain et antiquaire italien membre des clercs réguliers de la Mère de Dieu.

## Biographie
Né à Villa Basilica en 1684, il entre chez les clercs réguliers de la Mère de Dieu, et partage tous ses moments entre ses devoirs et l’étude. Ses talents le font bientôt connaître, et la plupart des académies d’Italie s’empressent de lui expédier des lettres d’associé. Il passe pour un des meilleurs prédicateurs de son temps, et se fait entendre avec applaudissement dans les principales chaires de l’Italie. En 1729 il est nommé procureur général de son institut, puis recteur du collège de Santa Brigida, à Naples ; cet établissement est enrichi par ses soins d’une belle bibliothèque, dont il rédige lui-même, avec autant de soin que d’érudition, le catalogue raisonné en 2 volumes in-folio. Après une vie consacrée entièrement à d’utiles travaux, il meurt le 20 juin 1751.

## Œuvres
- Della poesia de’ SS Padri greci e latini, ne’ primi secoli della Chiesa, Naples, 1714, in-8° ;
- Lettera sopra tre manoscritti greci antichi, Venise, 1719, in-8° ; cette lettre a été insérée dans le Giornale de’ letterati, t. 32, p. 58-67 ;
- Ragionamento sopra il titolo di Divo dato agli antichi imperadori, Lucques, 1722, in-4°, inséré dans la Raccolta Calogerana, t. 15 ;
- Dissertatio de nummo aureo Valentis imperat. in qua et de C. Cejonii Rufii Volusiani præfectura et gente fusius disseritur, ibid., 1722, in-4°, et dans la Raccolta, t. 24 ;
- Codice diplomatico del sagro militare ordine Gerosolimitano oggi di Malta, raccolto da varii documenti di quell’archivo per servire alla storia dello stesso ordine in Soria, ed illustrato con una serie cronologica de’ gran maestri, etc., ibid., 1733-1738, 2 vol. in-fol. Cette collection de pièces relatives à l’histoire des Hospitaliers de l'ordre de Saint-Jean de Jérusalem est très-recherchée. Le savant éditeur y a joint plusieurs dissertations, dans lesquelles il relève les erreurs des historiens de l’Ordre, et en particulier de l’abbé de Vertot.
- Modi di dire toscani ricercati nella loro origine, Venise, 1740, in-4°. Cet ouvrage est estimé.
- De patena argentea Foro-Corneliensi olim ut fertur S. Petri Chrysologi dissertatio, Naples, 1745, in-8° ;
- Orazioni, Venise, 1748, in-4°. C’est un recueil de discours prononcés par l’auteur dans différentes académies.

On doit au P. Paoli une bonne édition des Sermons de St-Pierre Chrysologue, Venise, 1750, in-fol. ; et il a laissé entièrement terminé : Biblioteca Gerosolimitana osio Notizia degli scrittori ed uomini illustri in lettere, del sagro militare ordine Gerosolimitano, dont le P. Sarteschi annonçait en 1753 l’impression comme prochaine. On peut consulter, pour plus de détails, son Éloge en latin, par le P. Paolo Maria Paciaudi, sous le titre de Commentarius epistolaris, Naples, 1751 ; et l’Histoire littéraire de la congrégation des clercs réguliers de la Mère de Dieu, par le P. Federico Sarteschi.